# Tacca cristata
Plante chauve-souris blanche
Espèce
Tacca cristata, la Plante chauve-souris blanche, est une espèce de plantes de la famille des Dioscoreaceae.

## Répartition
L'aire de répartition indigène de cette espèce est la Malaisie. C'est un géophyte vivace ou rhizomateux qui pousse principalement dans le biome tropical humide.

## Systématique
Le nom correct complet (avec auteur) de ce taxon est Tacca cristata Jack.
Ce taxon porte en français le nom vernaculaire ou normalisé suivant : plante chauve-souris blanche.
Tacca cristata a pour synonyme :
- Ataccia cristata (Jack) Kunth